# Flughafen Siena

i7
i11
i13
Der Flughafen Siena (ital. Aeroporto di Siena-Ampugnano, IATA-Code: SAY, ICAO-Code: LIQS) ist ein italienischer Regionalflughafen in der Toskana. Er liegt rund zwölf Kilometer südwestlich von Siena auf dem Gebiet der Gemeinde Sovicille bei der Ortschaft Ampugnano. Der seit einigen Jahren geplante Ausbau ist sehr umstritten.

## Geschichte
Der Flughafen Siena entstand Anfang der 1930er Jahre als Militärflugplatz und diente zunächst vorwiegend der Pilotenausbildung. Nach dem Zweiten Weltkrieg wurde hier eine zivile Flugschule und ein Aeroclub gegründet. Bereits Mitte der 1960er Jahre begannen Planungen für einen Ausbau und eine kommerzielle Nutzung des Flugplatzes, der zu dieser Zeit vom Militär an die zivilen Luftfahrtbehörden übergeben wurde. Es folgten im Lauf der Jahre begrenzte Ausbaumaßnahmen, darunter die Verlängerung der Start- und Landebahn von 1000 auf damals 1260 Meter. Im Jahr 2000 erhielt der Flughafen die Genehmigung, kommerziellen Luftverkehr abzuwickeln. 2003 erfolgte eine weitere Verlängerung der Piste auf knapp 1400 Meter.

## Nutzung
Derzeit wird der Flughafen noch immer vorwiegend von der Allgemeinen Luftfahrt genutzt, zum Teil auch für den regionalen Charterverkehr. Da in Siena ein Fallschirmjäger-Regiment stationiert ist, sind hin und wieder auch militärische Transportflugzeuge zu Gast.

## Abfertigungsanlagen
Westlich der in nord-südlicher Richtung verlaufenden Start- und Landebahn liegen zwei Vorfeldbereiche. Das Vorfeld Nord dient in erster Linie dem kommerziellen Verkehr. Es gibt drei Parkpositionen für Flugzeuge der Größe einer ATR 42 und ein 400 Quadratmeter großes Abfertigungsgebäude mit drei Check-in-Schaltern. Das Vorfeld Süd dient nur der Allgemeinen Luftfahrt.

## Ausbaupläne
Da die beiden größeren Verkehrsflughäfen der Toskana bei Florenz und Pisa liegen, also im Norden der Region, wird seit einiger Zeit ein vielversprechendes Potenzial für die weitere Entwicklung des Flughafens Siena gesehen, dessen Einzugsbereich die Mitte und den Süden der Toskana umfasst. Die Stadt Siena gilt als Touristenattraktion, die verkehrsmäßig eher schlecht angebunden ist. Es soll ein neues Terminal entstehen, die beiden genannten Vorfeldbereiche sollen zu einem großen Vorfeld ausgebaut werden, die Rollwege sollen ausgebaut und die Piste auf 1500 Meter verlängert werden. Diese Ausbaupläne stießen auf erheblichen Widerstand von Anwohnern. Entgegen der ursprünglichen Annahme von einem Verkehrszuwachs auf rund 500.000 Fluggäste jährlich wurden Zahlen von bis zu vier Millionen Passagieren pro Jahr in die Welt gesetzt, um die negativen Auswirkungen des Ausbaus hervorzuheben.

## Zwischenfälle
- Am 8. April 1972 verunglückte eine Hawker Siddeley HS 780 Andover der britischen Royal Air Force (Luftfahrzeugkennzeichen XS 609) beim Start vom Flughafen Siena. Das Flugzeug wurde zu früh rotiert, als unmittelbar darauf das rechte Triebwerk ausfiel. Es kam zum Kontrollverlust, eine Tragfläche berührte den Boden, das Flugzeug überschlug sich und fing Feuer. Von den 18 Insassen kamen 4 ums Leben.[1]